# Jean Bégat
 (décembre 2020).
Si vous disposez d'ouvrages ou d'articles de référence ou si vous connaissez des sites web de qualité traitant du thème abordé ici, merci de compléter l'article en donnant les références utiles à sa vérifiabilité et en les liant à la section « Notes et références ».
Jean Bégat, né en 1523 à Dijon et mort le 21 juin 1572 à Dijon, est un juriste français et un humaniste bourguignon.
Il a fait toute sa carrière au Parlement de Dijon en occupant différents postes.

## Biographie
Né à Dijon, Jean Bégat est le fils de Nicolas Bégat, avocat du Roi au bailliage de Châtillon-sur-Seine et de Françoise Agneau dont il prend le nom (Agneau-Bégat) « pour des raisons inconnues » à l'auteur Papillon. Il est le troisième d'une fratrie de quatre enfants (Edme, Claude, Jean-Agneau, Edmonde).
Il épouse Michelle Contault le 8 novembre 1547, avec qui il aura quatre enfants (Jean, Anne, Claude, François).
Successivement juriste, avocat (1547), Conseiller-Clerc (1553) puis Président (1571) du Parlement de Dijon, Jean Begat est un humaniste bourguignon qui s'illustre notamment sur la question du droit d'aubaine en Franche-Comté ou contre l'édit d'Amboise. Ses recours sont détaillés dans la section « Travaux ».

## Travaux

### Droit d'aubaine
En 1552, Jean Begat est chargé par les Francs-Comtois d’aller solliciter à la Cour la révocation d’une déclaration du roi par laquelle ceux-ci étaient réputés « aubains » de France, c'est-à-dire soumis au droit d’aubaine, un « droit accordé au roi, en tant que seigneur féodal, de saisir les bien des étrangers décédés sans héritiers nés en France ».

### Protestation contre l'édit d'Amboise
Il est surtout connu pour son hostilité aux protestants. Député de son corps auprès de Charles IX et proche du gouverneur de Bourgogne Gaspard de Saulx-Tavannes, il publie en 1563 au nom du Parlement de Dijon des observations adressées au roi contre la « Paix d’Amboise » qui accordait le libre exercice de leur culte aux Protestants . Pierre de Saint-Julien, dans ses Meslanges historiques (1588 - cité par le dictionnaire de Bayle), raconte un accrochage qui eut lieu à cette occasion entre Bégat et le chancelier de l'Hospital, tout en relevant la qualité de l'argumentation dans le document qui fut traduit en latin, italien, espagnol et allemand.
Le mémoire de Bégat fut aussitôt imprimé aux Pays-Bas et réimprimé, avec de substantielles augmentations, dès l'année suivante. Il s'agit en fait d'une protestation du Parlement de Bourgogne qui avait été contraint par le roi et la reine-mère d'enregistrer, en mai 1563, l'édit d'Amboise auquel il s'était vivement opposé,.
Elles suscitèrent aussitôt une Apologie de l'edict du Roy... L'auteur, resté anonyme, y explique que permission ne vaut pas approbation, que le Roi a agi par nécessité pour prévenir de plus grands maux et qu'à son avis, il le révoquera sûrement quand les circonstances le permettront. Bégat réplique à son tour dans une brochure anonyme. Il use de toutes sortes d'arguments historiques et juridiques pour affermir son point de vue : tolérer la coexistence de deux religions, c'est aller à l'encontre de l'intérêt de l'État et finira nécessairement par entraver l'exercice du pouvoir.
Bégat est de ceux qui craignent que, la crise religieuse ne pouvant que s'approfondir, le parti de la tolérance ne finisse par s'imposer comme ultime recours.
Il semble qu'on ne sache rien d'autre de Jean Bégat. Dans les éditions des Coutumes de Bourgogne publiées au XVIIe siècle, on trouve régulièrement parmi les annexes un Traité des main-mortes et des censes donné sous son nom.

; il est aussi chargé par la municipalité de Dijon d’enquêter sur le principal du collège Martin, qui « aurait tenu des propos “suspects” lors d’une lecture publique ».
C’est encore lui qui est chargé, en 1566, avec Jacques de Vintimille et Claude Bretagne, de réformer la Coutume de Bourgogne et c’est sous son nom que sont imprimés les cahiers des commissaires chargés de la réformation, qui ont une très grande valeur dans la doctrine bourguignonne.

## Publications

### Ouvrages
- Remontrance faitte au roy Henri II par Mr Begat, … au sujet d’un édit par lequel les Francs-Comtois sont declarez sujets au droit d’aubaine, 1552. Manuscrit, disponible à la Bibliothèque municipale de Dijon .
- Remonstrances au Roy des députez des trois Estats de son duché de Bourgoigne sur l'édict de la pacification, par où se monstre qu'en un royaume deux religions ne se peuvent soustenir, et les maulx qui ordinairement adviennent aux roys et provinces ou les heretiques sont permis et tolérez.- En Anvers, par G. Silvius, 1563.-  In-4 ̊ , 16 ff.
- Remonstrances faictes au Roy de France par les députez des trois États du duché de Bourgoigne, sur l'édict de la pacification des troubles du royaume de France, par lesquelles appert clairement que deux différentes religions ne se peuvent comporter en mesme République, mesmement soubz un monarque chrestien sans la ruyne des subjectz de quelque religion qu'ils soient et sans la ruyne du Prince qui les tollêre. Reveu, corrigé et amplifié... - En Anvers, impr. de G. Silvius, 1564.- In-8 ̊ , 64 pp. - texte en ligne
D'après le Dictionnaire de Bayle , il y en aurait une édition latine à l'adresse de Cologne, 1564.
- Apologie de l'edict du Roy sur la pacification de son Royaume contre la remonstrance des estats de Bourgongne.-  s. l. n. d. (1564 ?).- In-8°, 56 pp.
- Response pour les députez des trois estatz du pays de Bourgoingne contre la calumnieuse accusation, publiée soubz le tiltre d'Apologie de l'edict du Roy pour la pacification de son Royaume.- s. l. n. d.- In-8, 95 ff. sign. A.M
Lelong attribue cette publication anonyme à « M. J.-B.-Agneau Bégat, président au parlement de Bourgogne », ce qui la rend parfois difficile à trouver dans les catalogues.

## Héraldique
Rietstap donne sous l'entrée Agneau-Bégat les armes suivantes : « De sable, à la croix engreslée d'argent, cantonnée aux 1 et 4 d'une étoile du mesme (Bégat): la croix chargée en cœur d'un écusson d'azur, surchargé d'un chevron d'or, acc. de trois roses du mesme (Agneau) ». Ce sont sans doute celles de Jean Bégat, parfois appelé Agneau-Bégat[source insuffisante].